# Lichtstrahltelefon
Das Infraphon ist ein Lichtstrahltelefon, das Gespräche mit Hilfe von Infrarotstrahlen überträgt. Mit dieser Technik sollte die Mitte der 1960er Jahre noch notwendige Lizenz für den Sprechfunk umgangen werden, da CB-Funk noch nicht verfügbar war. 

## Arbeitsweise
Der Sender besteht aus einer Glühbirne, deren Glühfaden im Brennpunkt eines Parabolspiegels sitzt. Der gebündelte Lichtstrahl wird gegen eine verspiegelte Membran geworfen. Wird die Membrane besprochen, schwingen die Lichtstrahlen. Treffen sie auf den Parabolspiegel des Empfangsgerätes, wird dieses Signal mit Hilfe eines Fotowiderstandes und eines Transistorverstärkers wieder in ein hörbares Signal zurückverwandelt.

## Probleme
Da die Lichtstrahlen auf direktem Weg vom Sender zum Empfänger müssen, ist ein solches "Telefon" nur in Sichtweite und nur bis ca. 500 m verwendbar. Auch muss der Lichtstrahl den Empfänger, um eine brauchbare Übertragungsqualität zu gewährleisten, möglichst genau treffen. Aus diesen Gründen konnte sich diese Technologie nie durchsetzen und geriet schnell wieder in Vergessenheit. Infrarot-Lichtsprechgeräte kamen allerdings im Kalten Krieg bei Geheimdiensten zum Einsatz.